# Silnice II/415
Silnice II/415 je silnice II. třídy v Česku v Jihomoravském kraji, která spojuje silnici I/53 u Branišovic a česko-rakouskou státní hranici u Hevlína. Dosahuje délky 26 km a je součástí alternativního spojení Brna a Vídně přes Laa an der Thaya.

## Vedení silnice

### Jihomoravský kraj
Okres Brno-venkov
- odbočení z I/53

Okres Znojmo
- Trnové Pole
- Jiřice u Miroslavi
- Litobratřice
- Hrušovany nad Jevišovkou, křížení s II/414
- Hrabětice
- Hevlín, napojení II/408

### státní hranice CZ / A
- Laa an der Thaya
  - navazuje silnice B46 směr Mistelbach
  - a silnice B6 směr Vídeň